# أبو محمد الطحاوي
عبد القادر شحاتة المعروف بـ (ابو محمد الطحاوي)، هو رجل دين إسلامي أردني من إربد، وأحد القياديين في الحركة السلفية في الأردن.

## نشاطه السياسي وملاحقته
انضم في في الثمانينيات إلى حركة الاخوان المسلمين في الأردن، ثم تحول إلى السلفية الجهادية.
اعتقل في 15 نيسان 2011م، خلال احتجاجات عام 2011 - 2012 الأردنية، التي حضر خلالها تظاهرة في الزرقاء، وأُطلق سراحه فيما بعد.
في 30 تشرين الأول 2012م، صرح لقناة بي بي سي أن «الجهاد في سوريا واجب على أي مسلم قادر من أجل مساعدة إخوانه هناك».
أثناء وجوده في السجن في سبتمبر 2013م، انتقد الطحاوي النظام القانوني الأردني.
في رسالة، أخبر حزب النور في مصر بعدم «استبدال قانون الله بقانون العالم».
أعرب أبو محمد الطحاوي عن موقف محايد بشأن النزاع بين جبهة النصرة وتنظيم الدولة الإسلامية.
بعد وقت قصير من إطلاق سراح أبو محمد المقدسي من السجن في يونيو 2014 انتقد الطحاوي بشدة تنظيم الدولة الإسلامية. لكن في 30 سبتمبر / أيلول 2014، أثناء سجنهما، أصدر هو وأبو محمد المقدسي بياناً دعى فيه أبا قتادة إلى الكف عن انتقاده للدولة الإسلامية.[بحاجة لمصدر]
في يناير 2019 حكمت عليه محكمة أمن الدولة الأردنية بالسجن لتسعة سنوات على خلفية أحداث عام 2011 في الزرقاء.